# Caelatoglanis zonatus
Caelatoglanis zonatus je paprskoploutvá ryba z čeledi sisorovití (Sisoridae).
Druh byl popsán roku 2005 ichtyology Heok Hee Ngem a Mauricem Kottelatem

## Popis a výskyt
Maximální délka ryby je 3,9 cm.
Hlava mírně stlačená, tělo protáhlé se žlutými a hnědými pruhy, oči malé. Od ostatních ryb stejného rodu se liší výrazně zkoseným horním rtem. Je velmi podobný proudovci vosímu.
Byla nalezena ve vodách řeky Ataran v Myanmaru.